# Etoile (Texas)
Etoile è una comunità non incorporata degli Stati Uniti d'America, situata nel sud-est della Contea di Nacogdoches dello Stato del Texas.

## Geografia
Etoile si trova sulla State Highway 103 e Farm Road 226, tra i fiumi Angelina e Attoyac, venti miglia a sud di Nacogdoches e diciannove miglia a est di Lufkin.

## Istruzione
La Etoile Independent School District serve gli studenti.